# Médéric de Vasselot de Régné
Médéric de Vasselot de Régné (4 août 1837 à Saint-Maxent - 23 avril 1919 à La Guillotière) est un officier forestier d'origine française formé à l'École nationale des forêts de Nancy, en France, et nommé surintendant des bois et forêts en Afrique du Sud en 1880. 

## Biographie

### Famille et formation
Médéric de Vasselot de Régné, officier forestier français, a été formé à l’École nationale des eaux et forêts de Nancy, à partir de 1856.
Médéric appartenait à la famille Vasselot, ancienne famille noble française dont les origines remontent au XIVe siècle. Médéric et son frère aîné Marin Gabriel sont les fils de Jean Gabriel Charles Auguste de Vasselot de Régné (1780–1842) et d'Eugénie Gabrielle Elisabeth Selima Vasselot de la Chesnaye (1807–1879). 
Médéric s'est marié le 5 octobre 1863 à Louise Suzanne Robinet de Plas (1844–1922), fille de Louis Augustin Ludovic Robinet de Plas (1813–1899) et Louise Marie Claire Picher (1824–1893). 
- (fille) Mary de Vasselot de Régné 1865–1940 mariée avec Raymond Frotier de la Coste-Messelière
- (fils) Maurice de Vasselot de Régné 1866–1868
- (fille) Françoise Marie Paule 1867–1900, sœur catholique du Sacré-Cœur
- (fille) Jeanne Marie de Vasselot de Régné 1869–1956 mariée à Pierre de Goy, voir Légion d'Honneur (Officier) 1860–1928
- (fils) Médéric de Vasselot de Régné 1871–1872
- (fille) Bernadette de Vasselot de Régné 1872-1872
- (fille) Marie-Elisabeth 1874–1940, sœur catholique
- (fils) Médéric de Vasselot de Régné, voir Légion d'Honneur (Officier) 1875–1954 marié le 3 décembre 1906 à Marie Joséphine Germaine de Baudus 1885–1920
- (fils) Bernard de Vasselot de Régné 1877–1891
- (fils) Hilaire de Vasselot de Régné 1878–1913, pilote des forces armées françaises, il est mort dans un accident de dirigeable
- (fille) Marie Bernadette Radegonde de Vasselot de Régné 1879–1934 mariée en 1907 avec Louis du Breuil Hélion de la Guéronnière 1876–1936
- (fille) Marie Thérèse Colomban Dolly de Vasselot de Régné 1882–1951 mariée le 2 juin 1915 avec Marcel Roland-Gosselin 1864–1944
- (fille) Yvonne Marie de Vasselot de Régné 1884–1975
- (fils) Augustin Louis de Vasselot de Régné 1886–1911
- (fils) Jean Marie Maurice de Vasselot de Régné, Voir Mort pour la France 1888–1940 marié à Jeanne-Marie Libault de la Chevasnerie [2]

### Carrière française
Après avoir terminé sa formation, il est nommé garde général des forêts au Mans, dans la Sarthe (1858), puis à Saint Béat dans les Pyrénées (1859), à Arnay-le-Duc, près de Dijon (1860), à Marennes, Charente-Maritime (1861), et à proximité de Royan (1862), où il participe à la stabilisation des dunes de sable. En 1868, il est promu inspecteur adjoint des forêts et en 1877 inspecteur des forêts à Poitiers. Il  participe au reboisement étendu des plaines de sable de Gascogne avec Pinus pinaster, un arbre planté plus tard à grande échelle en Afrique du Sud, et il écrit une monographie publiée par l'Administration des forêts du ministère de l'Agriculture, intitulé Notice sur les dunes de la Coubre, Charente Interieur; Paris 1878, 78p).
Du 27 octobre 1880 au 12 mars 1892, mis à la disposition du Gouvernement de la Grande-Bretagne pour servir à la Colonie du Cap, soit de l'âge de 43 à 55 an.
De 1892 à 1899, il est conservateur au Mans, puis à Carcassonne. Il prend sa retraite à Poitiers où il décède le 24 décembre 1919

### En Afrique du Sud
Du 27 octobre 1880 au 12 mars 1892, De Vasselot est mis à la disposition du Gouvernement de la Grande-Bretagne pour servir à la Colonie du Cap au poste de surintendant des bois et forêts. C'est la première fois qu'un forestier professionnel est nommé à cette charge et c'est un tournant dans la foresterie sud-africaine. Pour la première fois, les autorités sont persuadées qu'une politique sylvicole saine est plus importante que les revenus tirés de l'exploitation. Les détails du nouveau système de gestion ont été précisés dans le règlement forestier de 1883. Lorsque de Vasselot quitte le Cap en 1891, les forêts de George, Knysna et Tsitsikamma sont gérées sur une base scientifique. Deux publications importantes de de Vasselot en 1885 étaient une "Introduction to the Systematic Treatment of the Crown Forests of the Cape Colony" et une brochure sur "Selection and Seasoning of Wood", toutes deux traduites en anglais par le conservateur des forêts de Transkeian, AW Heywood. 
Vasselot introduit le pin maritime en Afrique du Sud. 
Le souvenir de De Vasselot est commémoré dans la Vasselot Nature Reserve entourant Nature's Valley. 

## Publications
- 1875: La dune littorale. Revue des eaux et forêts, pp. 125-138, 193-202 et 257-265.
- 1878: Notice sur les dunes de la Coubre. — Exposition universelle de Paris. — Paris:Imprimerie nationale. — 78 p.
- 1882: Les forêts de la Colonie du Cap. — Revue des eaux et forêts, pp. 558-578.
- 1883: Le Service forestier au Cap de Bonne-Espérance. — Revue des Eaux et Forêts, pp. 477-489.
- 1884: Le Cap de Bonne-Espérance à l'Exposition d’Édimbourg. — Revue des eaux et forêts, pp. 545-553.